# Агапија (Њамц)
Агапија (рум. Agapia) насеље је у Румунији у округу Њамц у општини Агапија. Oпштина се налази на надморској висини од 470 m.

## Становништво
Према подацима из 2002. године у насељу је живело 4542 становника, од којих су сви румунске националности.

### Хронологија
| Година       | 1992 | 1993 | 1994 | 1995 | 1996 | 1997 | 1998 | 1999 | 2000 | 2001 | 2002 | 2003 | 2004 | 2005 | 2006 | 2007 | 2008 | 2009 | 2010 | 2011 | 2012 | 2013 | 2014 | 2015 | 2016 | 2017 |
| ------------ | ---- | ---- | ---- | ---- | ---- | ---- | ---- | ---- | ---- | ---- | ---- | ---- | ---- | ---- | ---- | ---- | ---- | ---- | ---- | ---- | ---- | ---- | ---- | ---- | ---- | ---- |
| Становништво | 4163 | 4140 | 4147 | 4183 | 4279 | 4267 | 4237 | 4247 | 4253 | 4326 | 4307 | 4337 | 4354 | 4368 | 4369 | 4392 | 4349 | 4331 | 4313 | 4327 | 4324 | 4335 | 4300 | 4300 | 4286 | 4242 |